# Ketura (kibuc)
Ketura (hebr. קטורה) – kibuc położony w Samorządzie Regionu Chewel Elot, w Dystrykcie Południowym, w Izraelu. Członek Ruchu Kibuców (Ha-Tenu’a ha-Kibbucit).
Leży w południowej części pustyni Negew, na północ od miasta Ejlat.

## Historia

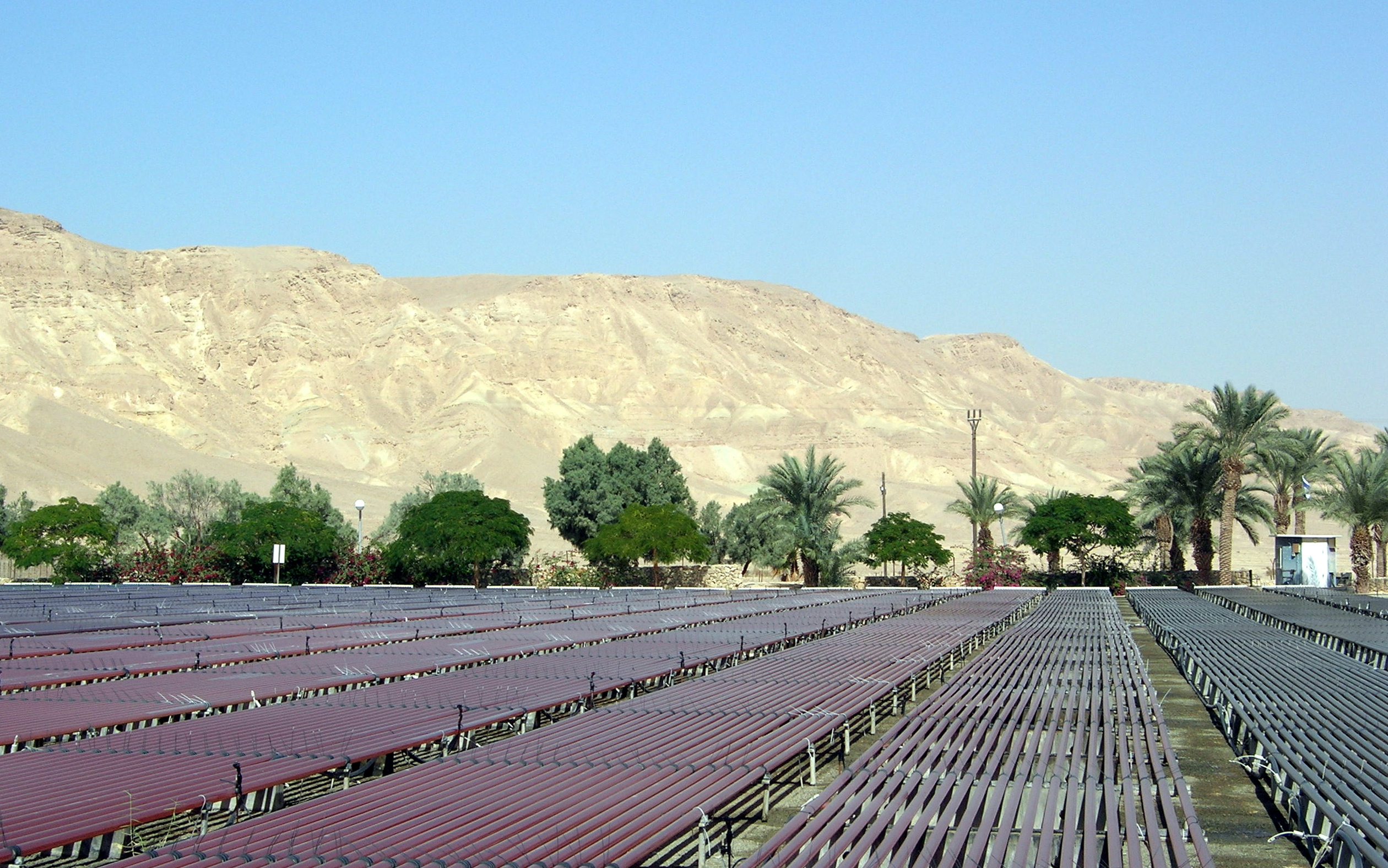
Uprawy rolnicze w kibucu Ketura

Kibuc został założony w 1973 przez imigrantów ze Stanów Zjednoczonych.

## Gospodarka
Gospodarka kibucu opiera się na intensywnym rolnictwie, sadownictwie i turystyce.

## Komunikacja
Na północ od kibucu przebiega droga ekspresowa nr 40 (Kefar Sawa-Ketura).